# Championnat de Suisse de hockey sur glace 1931-1932
Saison précédente Saison suivante
La saison 1931-1932 est la 23e saison du championnat de Suisse de hockey sur glace.

## Championnat national

### Qualifications Est

#### Groupe 1
Le HC Davos est qualifié pour la finale orientale.

#### Groupe 2
- Akademischer EHC Zürich - Zürcher SC 0-7
- Zürcher SC - Grasshopper Club Zurich 13-5
- Akademischer EHC Zürich - Grasshopper Club Zurich 2-3

| Clt   | Équipe                  | PJ | V | D | N | BP | BC | Diff | Pts |
| ----- | ----------------------- | -- | - | - | - | -- | -- | ---- | --- |
| +001, | Zürcher SC              | 2  | 2 | 0 | 0 | 20 | 5  | +15  | 4   |
| +002, | Grasshopper Club Zurich | 2  | 1 | 1 | 0 | 8  | 15 | -7   | 2   |
| +003, | Akademischer EHC Zürich | 2  | 0 | 2 | 0 | 2  | 10 | -8   | 0   |

- En gras : qualifié pour la finale orientale

#### Finale orientale
Elle se dispute le 20 décembre 1931, à Zurich :
- Zürcher SC - HC Davos 2-4 a. p.

### Qualifications Ouest
Elles se jouent le 20 décembre 1931, à Lausanne.

#### Demi-finales
- Star Lausanne HC - Lausanne HC 2-3
- HC Château-d'Œx - CP Berne 2-0

#### Finale romande
- HC Château-d'Œx - Lausanne HC 2-0

### Finale nationale
Elle se dispute le 31 janvier 1932 :
- HC Davos - HC Château-d'Œx 10-0

Davos remporte le 6e titre de son histoire, le 4e consécutivement.

## Série B

### Premier tour
Le 10 janvier 1932 :
- HC Bellerive Vevey vainqueur à Villars-sur-Ollon
- CP Berne II vainqueur à Wengen
- HC Davos II vainqueur à Celerina
- HC Klosters vainqueur à Klosters
- Lausanne HC vainqueur à Caux
- Zürcher SC II vainqueur à Engelberg

### Deuxième tour
- HC Davos II - HC Klosters 13-1
- Zürcher SC II - CP Berne II 4-3
- HC Bellerive Vevey - Lausanne HC 2-1

### Finale
Le 14 février 1932 à Villars-sur-Ollon, sans le HC Davos II, qui a déclaré forfait :
- Zürcher SC II - HC Bellerive Vevey 6-0

## Championnat international suisse
Ne limitant pas le nombre de joueurs étrangers, ce championnat n'est pas pris en compte pour le palmarès actuel des champions de Suisse.

### Zone Ouest
Le 10 janvier 1932 :
- Demi-finales :
  - Lycée Jaccard - HC Château-d'Œx 2-1
  - HC Rosey Gstaad - Star Lausanne HC 6-0

- Finale Ouest, le 24 janvier 1932, à Caux :
  - HC Rosey Gstaad - Lycée Jaccard 6-0 (2-0 2-0 2-0)

### Zone Centre
- Grasshoppers - Akademischer EHC Zürich 5-0
- Zürcher SC - Akademischer EHC Zürich 4-0
- Grasshoppers - Zürcher SC 2-0

| Clt   | Équipe                  | PJ | V | D | N | BP | BC | Diff | Pts |
| ----- | ----------------------- | -- | - | - | - | -- | -- | ---- | --- |
| +001, | Grasshoppers            | 2  | 2 | 0 | 0 | 7  | 0  | +7   | 4   |
| +002, | Zürcher SC              | 2  | 1 | 1 | 0 | 4  | 2  | +2   | 2   |
| +003, | Akademischer EHC Zürich | 2  | 0 | 2 | 0 | 0  | 9  | -9   | 0   |

- En gras : qualifié pour la finale

### Zone Est
- Demi-finales, le 20 décembre 1931 :
  - HC Davos - Lyceum Zuoz (forfait)
  - HC Saint-Moritz - HC Arosa 4-0

- Finale, le 17 janvier 1932 :
  - HC Davos -  HC Saint-Moritz 6-2

### Poule finale
- HC Rosey Gstaad - Grasshoppers 1-9
- Grasshoppers - HC Davos 0-2
- HC Rosey Gstaad - HC Davos 1-7

| Clt   | Équipe          | PJ | V | D | N | BP | BC | Diff | Pts |
| ----- | --------------- | -- | - | - | - | -- | -- | ---- | --- |
| +001, | HC Davos (T)    | 2  | 2 | 0 | 0 | 9  | 1  | +8   | 4   |
| +002, | Grasshoppers    | 2  | 1 | 1 | 0 | 9  | 3  | +6   | 2   |
| +003, | HC Rosey Gstaad | 2  | 0 | 2 | 0 | 2  | 16 | -14  | 0   |

- En gras : vainqueur du championnat international